# 루마니아 국립미술관

루마니아 국립미술관

루마니아 국립미술관(루마니아어: Muzeul Naţional de Artă al României)은 루마니아 부쿠레슈티에 위치한 미술관이다.
루마니아 최대의 미술관으로 주로 루마니아 화가의 작품이 소장되어 있다. 회화와 프레스코화, 도자기, 직물, 자수, 은세공품에 이르기까지 약 11만 5,000여 점이 전시되고 있다.